# Ciosny (Zgierz)
Pour les articles homonymes, voir Ciosny.
Ciosny est une localité polonaise de la gmina et du powiat de Zgierz en voïvodie de Łódź.